# Schälrippchen

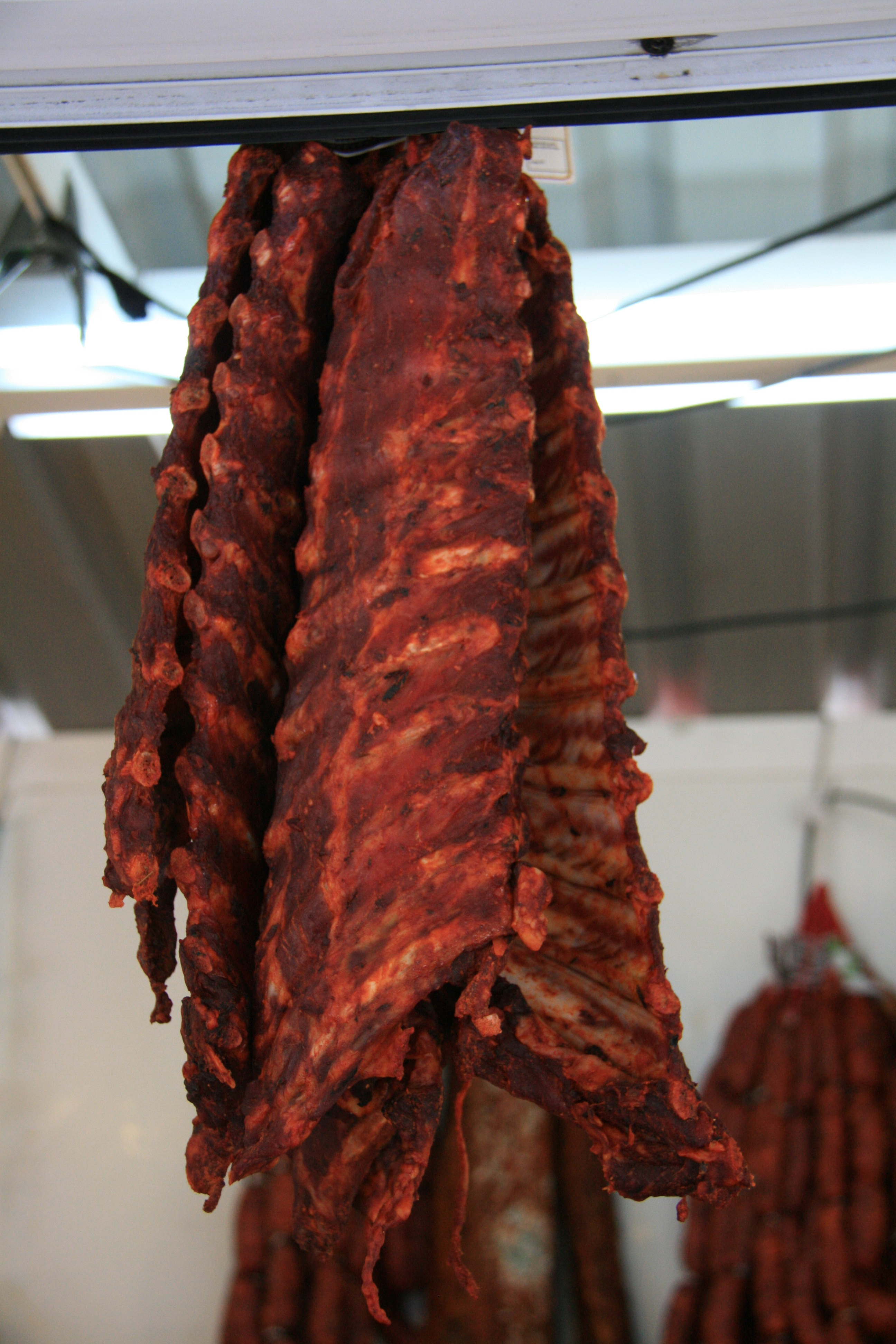
Iberisches Schälrippchen

Schälrippchen (auch Rippchen oder Leiterchen) sind besonders zugeschnittene Teile von Schweinefleisch.
Da Schweinebauch häufig auf der Innenseite (am Kotelett bzw. den Rippen) unerwünscht stark verfettet ist, wird er in Teile entsprechend der gewünschten Verwendung zerlegt. Man unterscheidet zwei verschiedene Schnitttechniken:
- Am Schweinebauch wird der ca. 10 cm breite Streifen der Länge nach abgeschnitten. Von diesem Streifen wird zuerst die Schwarte entfernt. Anschließend wird der Speck bzw. das Fett von den Rippen getrennt.
- Die Rippen werden komplett von Schwarte und Speck bzw. Fett getrennt.

Gepökelte Schälrippchen werden beim Kurzpökeln für 12 bis 24 Stunden in Lake eingelegt.
In Deutschland werden Schälrippchen oft in Eintöpfen mitgekocht oder geschmort.

## Varianten anderer Länder
- Schälrippchen werden in der US-amerikanischen Küche Spareribs genannt und sind typischer Bestandteil des Barbecues.
- Schälrippchen sind auch in der chinesischen Küche beliebt, dort werden sie vor der Zubereitung in drei bis vier Rippchen unterteilt und Páigǔ (chin. 排骨) genannt. In der kantonesischen Küche Südchinas gibt es beispielsweise ein populäres Gericht namens Rippchen mit schwarzen Sojabohnen (豉汁排骨,  chǐzhī páigǔ, Jyutping si6zap1 paai4gwat1) das auch als Dim Sum serviert werden kann.[2][3]

- Im irischen County Cork werden die Schälrippchen gekocht und mit Kartoffeln und Rübchen serviert.

- In Korea ist eine Abwandlung der Schälrippchen unter dem Namen Galbi (kor. 갈비) bekannt.

- In den Niederlanden kennt man 'Krabbetjes', sie werden oft in Suppe 'Erwtensoep' (Erbsensuppe) als Einlage mitgekocht.